# Giulio Monti
Giulio Monti (Marradi, 18 dicembre 1889 – Genova, 12 gennaio 1960) è stato un sollevatore italiano.

## Biografia
Nato nel 1889 a Marradi, in provincia di Firenze, gareggiava nella classe di peso dei pesi leggeri (67,5 kg).
A 30 anni partecipò ai Giochi olimpici di Anversa 1920, nei pesi leggeri, chiudendo 4º con 230 kg totali alzati, dei quali 55 nello strappo ad una mano, 70 nello slancio ad una mano e 105 nello slancio, gli stessi della medaglia di bronzo, il belga Florimond Rooms.
Morì nel 1960, a 70 anni.